# Карпысак
Карпыса́к — село в Тогучинском районе Новосибирской области. Входит в состав Мирновского сельсовета.

## География
Село расположено в 50 километрах к востоку от Новосибирска, в 45 километрах к юго-западу от города Тогучин, в 16 километрах к юго-западу от посёлка городского типа Горный, в 14 километрах к югу от станции Буготак на железной дороге Новосибирск — Новокузнецк, в непосредственной близости от автодороги Р384 Новосибирск — Ленинск-Кузнецкий. Село окружает сосновый лес, рядом с селом протекает река Карпысак.

## История
Карпысак — одно из старейших сёл Тогучинского района, в дореволюционное время было центром Карпысацкой волости, в селе ежегодно устраивались ярмарки.
В 1970-х годах в месте слияния рек Карпысак и Буготак был сооружён пруд длиной 900 метров, шириной 300 метров и глубиной до 4 метров, в котором были разведены карпы.

## Население
| 2002 | 2007 | 2010 |
| ---- | ---- | ---- |
| 630  | ↗740 | ↘685 |

## Транспорт
Через село проходит маршрут рейсового автобуса Новосибирск — Тогучин.

## Туризм и отдых
Карпысак — популярное место для любителей водного туризма. Отсюда начинаются сплавы по реке Буготак и далее по Ине.
На месте сооружённой плотины образовался водопад, ставший местной достопримечательностью.
В селе сохранился старый деревянный мост, пользующийся популярностью у любителей фотосессий.

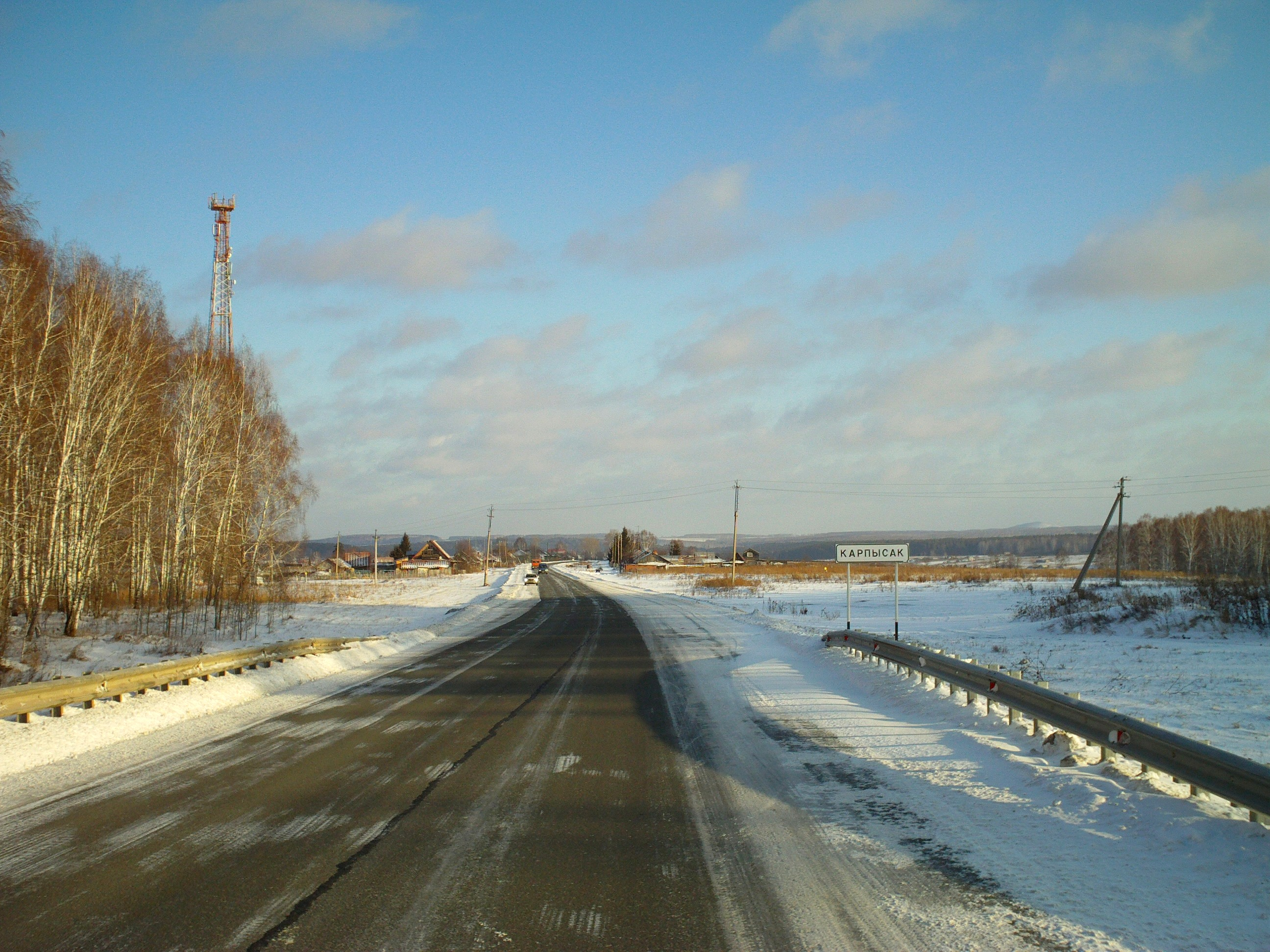
Въезд в село Карпысак со стороны Новосибирска